# Bärenschlössle

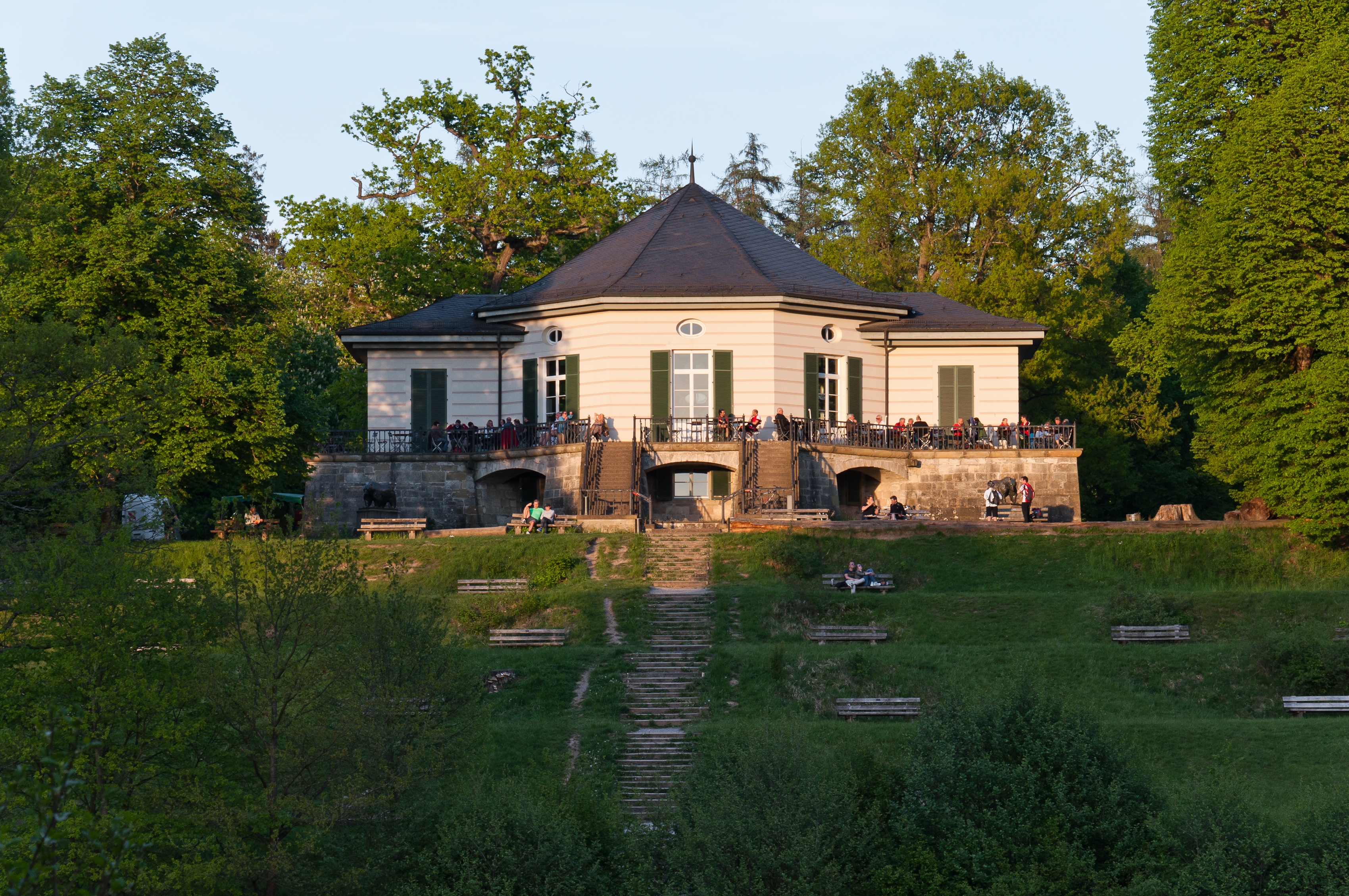
Bärenschlössle en 2014

El palacete de los osos (en alemán: Bärenschlössle) es un edificio situado en el interior del espacio natural protegido Rotwildpark, que se extiende a las afueras de Stuttgart, Alemania. Originalmente se trataba de una casa aristocrática de recreo, pero actualmente aloja un restaurante, dada la utilidad recreativa del parque. Recibió su nombre del Bärenbach ("arroyo de los osos", hoy Bernhardsbach), que fluye por los alrededores. Tanto el Bärenschlössle como los lagos artificiales junto a los que se encuentra forman parte del barrio de Wildpark del distrito Stuttgart-West.

## Primera construcción: casa de recreo

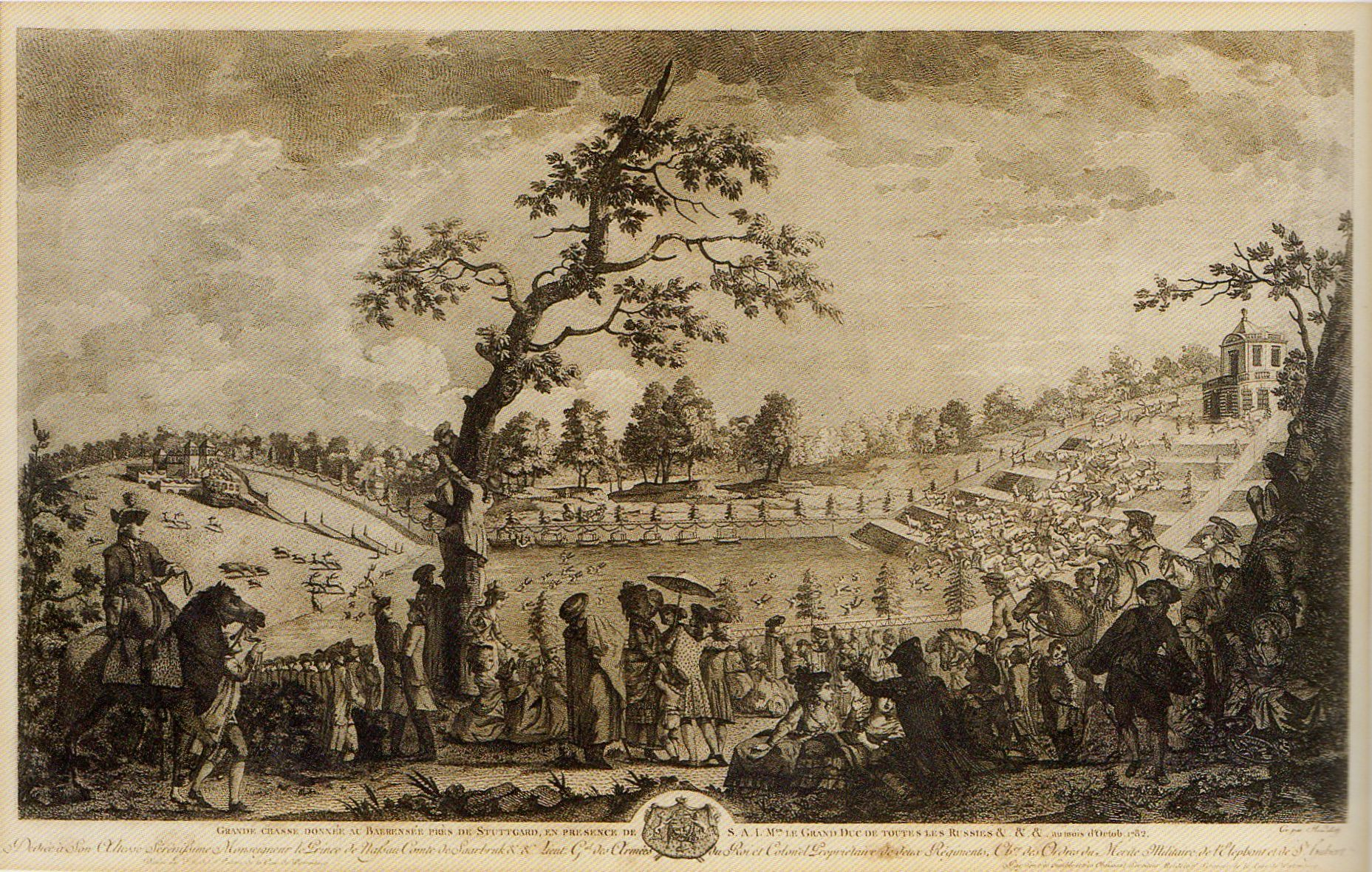
Escena de caza en honor del gran duque Pablo I de Rusia, 1782.

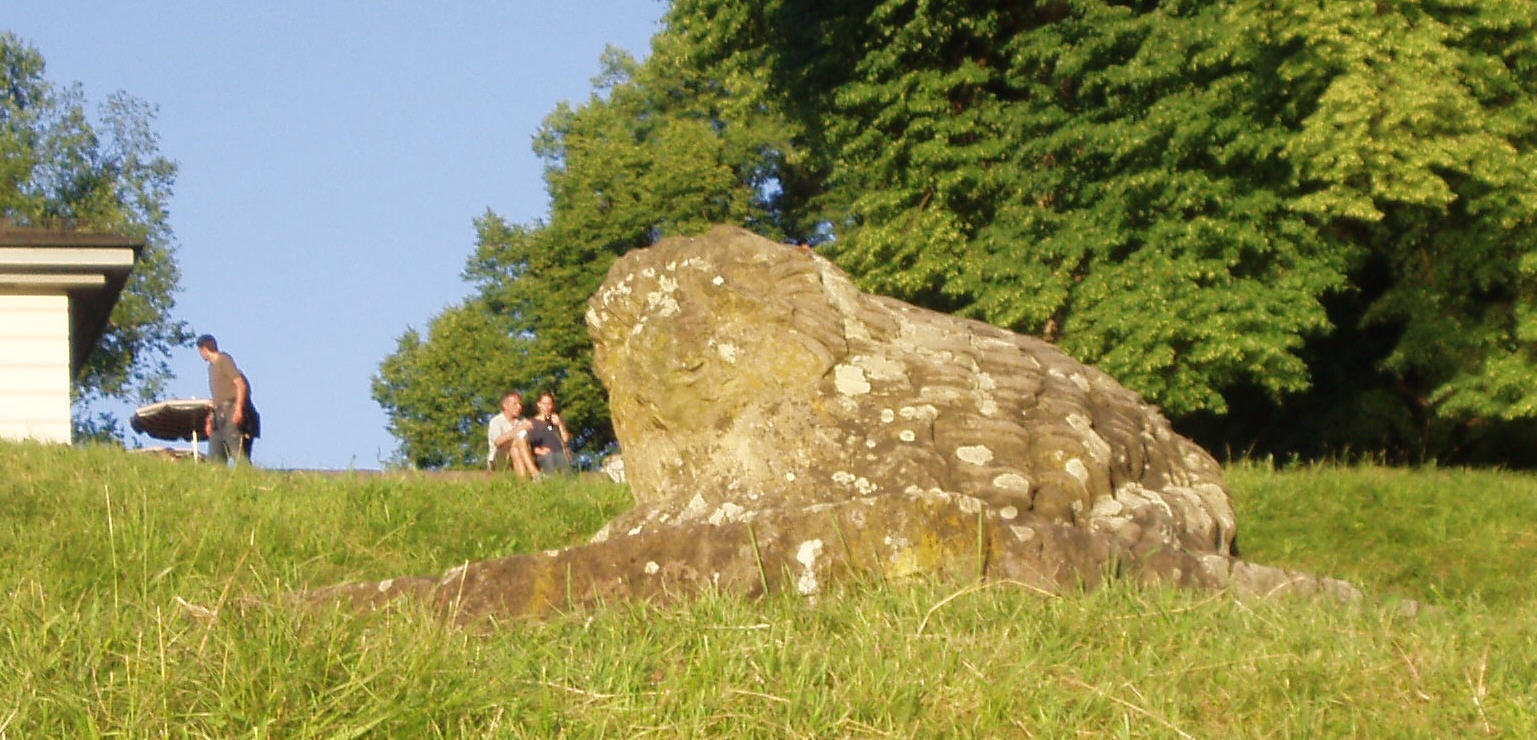
Restos de una de las figuras de leones.

El primer palacete de los osos fue diseñado en estilo romano antiguo por Reinhard Ferdinand Heinrich Fischer, pupilo del arquitecto francés Philippe de La Guêpière, bajo el mandato del duque Carlos Eugenio de Wurtemberg en 1768. Desde el edificio, dividido en dos plantas ovaladas, se disfrutaba una vista a uno de los lagos artificiales, el Bärensee, en el que navegaban góndolas que el duque Carlos Eugenio se había traído de un viaje a Italia entre 1766 y 1767, así como otras construidas a imagen de las originales. Se trataba de un pabellón relacionado con el cercano palacio Solitude, situado a unos 3 km de distancia; toda la zona alrededor del Bärensee, en la que abundaban los gamos, pertenecía a los terrenos de Solitude.
A esta época recuerdan los restos de leones esculpidos de estilo veneciano. En la planta baja del palacio se exponían pinturas murales, mientras que en la primera planta había un fresco de Nicolas Guibal. De esta construcción inicial existe una reproducción de una cafetera que se conserva en Ludwigsburg, y un aguafuerte de Nikolaus Heideloff, que se guarda en el archivo municipal de Stuttgart con el número de inventario B 7485 y que muestra una escena de caza en honor del gran duque Pablo I de Rusia que tuvo lugar el 24 de septiembre de 1782.
Tras el fallecimiento del duque Carlos Eugenio en otoño de 1793, tanto el palacete como las barcas decayeron, hasta que finalmente en el año 1817 el primer Bärenschlössle fue demolido.

## Segunda construcción: pabellón de caza

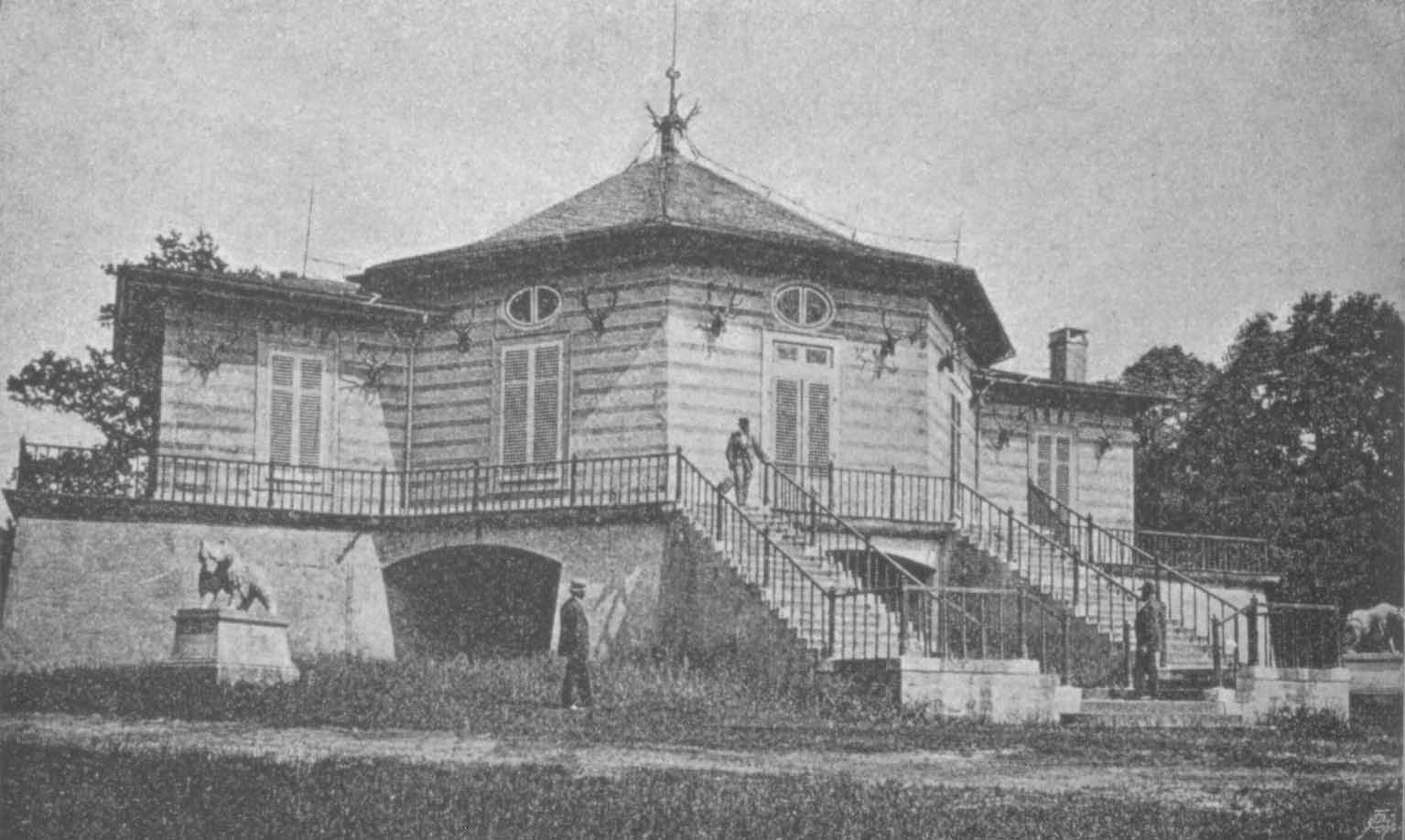
Bärenschlössle antes de 1887

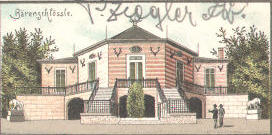
Bärenschlössle hacia 1900

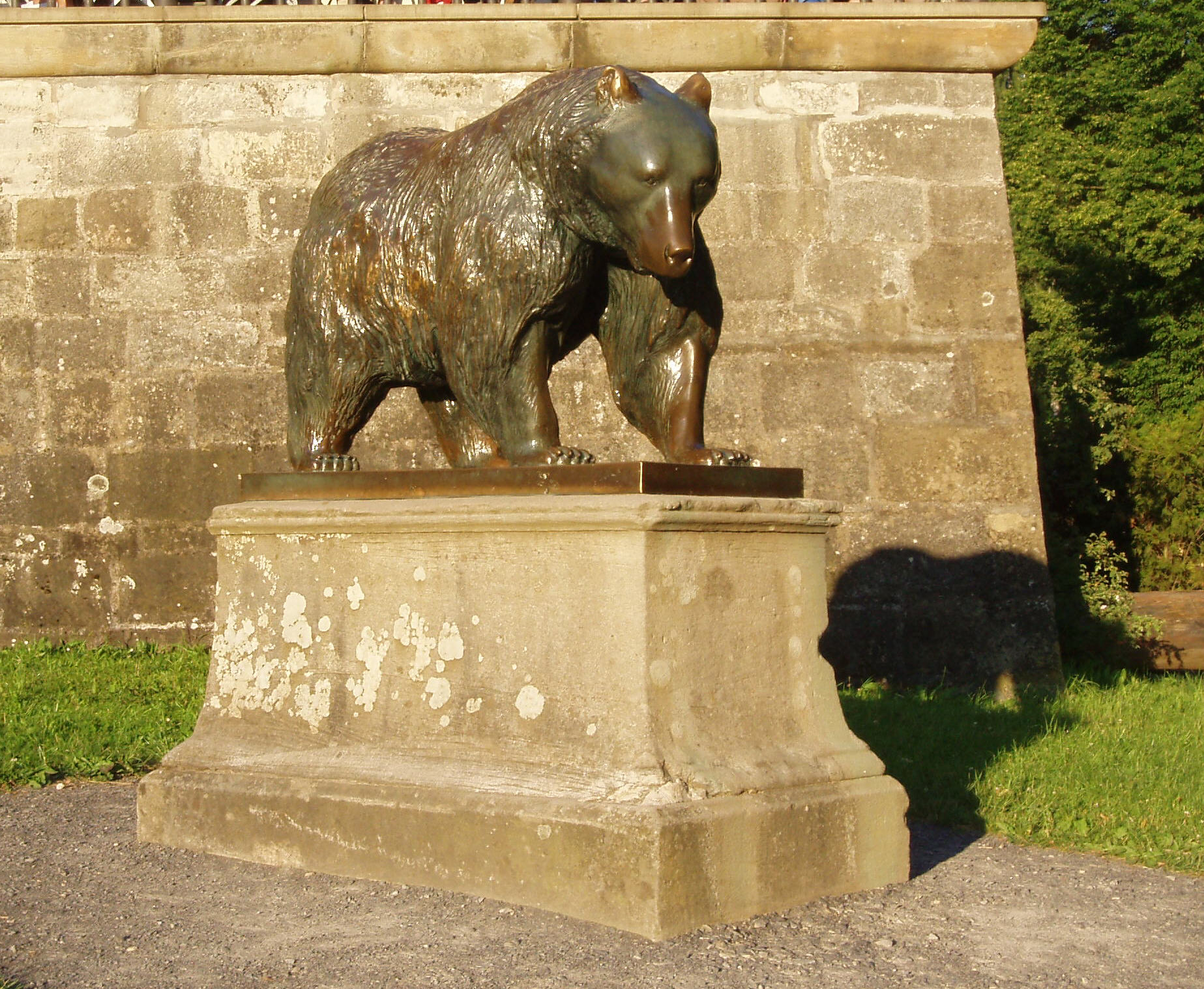
Una de las esculturas de osos de Lilli Kerzinger-Werth.

El rey Guillermo I de Wurtemberg hizo levantar, en el mismo lugar donde se encontraba el antiguo palacete y en el mismo año de su demolición, un pabellón de caza más grande y de planta octogonal con dos alas que fue trasladado desde Freudental. El rey Guillermo I hizo de la zona una gran reserva de caza para poder organizar monterías. El pabellón mostraba un estilo clásico y contaba con una sala decorada con trofeos de caza, así como con cuadros de caza de E. Kehrer. En su exterior, el pabellón estaba recubierto en un principio por corteza de árbol, además de presentar más trofeos de caza.
Junto al edificio se colocaron dos esculturas de bronce de osos realizadas por Albert Güldenstein entre 1863 y 1864. Una de esas figuras se recuperó después de la Segunda Guerra Mundial y sirvió como modelo para las reproducciones que Lilli Kerzinger-Werth completó en 1964 y que aún hoy flanquean la fachada oeste del palacete.
Tanto el parque como el pabellón de caza fueron inaccesibles para la mayoría de los ciudadanos hasta 1919, durante la Primera Guerra Mundial, cuando al fin se permitió la entrada libre a la zona. Desde 1937 el pabellón de caza se usó como casa de invitados del Land y de la ciudad de Stuttgart. También en 1937 se cercó la zona de caza de nuevo. Dos años más tarde, en 1939, se declaró al Rotwildpark espacio natural protegido, que fue ampliado en 1958 con la inclusión del Schwarzwildpark.

## Tercera y cuarta construcción: reconstrucciones
Una bomba incendiaria destruyó casi por completo el antiguo pabellón de caza en 1943, durante la Segunda Guerra Mundial. La reconstrucción del edificio tuvo que esperar hasta 1963. Desde entonces la planta baja es un restaurante, mientras que la planta superior se planteó como una sala pública.

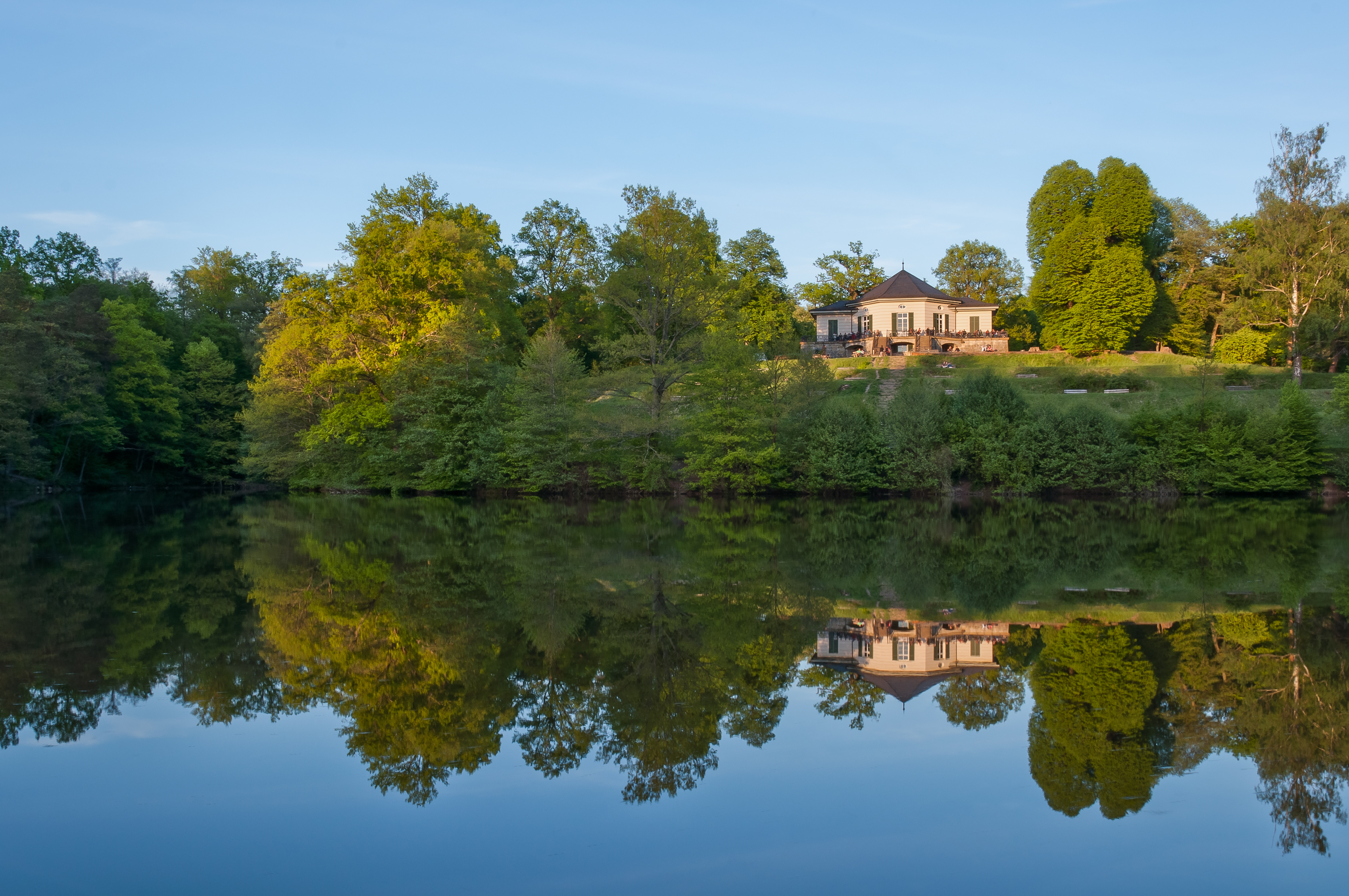
Bärenschlössle y Bärensee

El 13 de noviembre de 1994 el Bärenschlössle sufrió un grave incendio. La reconstrucción duró varios años, hasta 1997, y tuvo en cuenta el diseño anterior del edificio.

## Uso
En la actualidad, el Bärenschlössle se utiliza como restaurante y como sede de eventos, aunque como se encuentra dentro de una zona protegida, se halla sujeto a algunas restricciones.